# Кентаки колонелси
Кентаки колонелси (енгл. Kentucky Colonels) је бивши амерички кошаркашки клуб из Луивила, Кентаки. Играли су Источниј дивизији АБА лиге у свих девет година постојања лиге. Име је изведено од историјских „пуковника из Кентакија”. Пуковници су освојили највише утакмица и имали су највећи проценат победа у било којој франшизи у историји АБА лиге, али тим се није придружио Националној кошаркашкој асоцијацији (НБА) у спајању АБА и НБА 1976. године. Конгресни центар у центру Луивила (сада познат као Гарденс) био је седиште Колонелса прве три сезоне пре него што су се преселили у Фридом хол за преостале сезоне, почевши од сезоне 1970/71.
Кентаки колонелси су били само један од два АБА тима, заједно са Индијана пејсерсима, који су играли током целог трајања лиге без премештања, промене имена тима или одустајања. Колонелси су такође били једина франшиза главне лиге у Кентакију откако су Луивил Брекенриџиси напустили Националну фудбалску лигу 1923.

## Историја
Током раних година франшизе, колонелси су били најпознатији по својим упечатљивим зеленим униформама, маскоти, псу по имену Зиги и њиховом посебном стилу промоције лиге. Чак су успели 1968. године да прва жена игра у мушком професионалном тиму. Али колонелсису били много више, посебно након доласка Артиса Гилмора у тим. Већина посматрача је била мишљења да би на хипотетичкој позицији у ривалској лиги, НБА, била у групи најбољих.
Током своје прве три године, остварили су скор од 167 победа и 157 пораза. Године 1971. све се променило, доласком Гилмора у тим, најталентованијег центра те године на драфту. Са њим су освојили једну шампионску титулу и два пута су били прваци дивизије.

## Остварења по сезонама
| Сезона  | Скор    | Регуларна сезона    | Плеј-оф                      |
| ------- | ------- | ------------------- | ---------------------------- |
| 1967/68 | 36 : 42 | 4. у дивизији Исток | Изгубили у полуфиналу Истока |
| 1968/69 | 42 : 36 | 3. у дивизији Исток | Изгубили у полуфиналу Истока |
| 1969/70 | 45 : 39 | 2. у дивизији Исток | Изгубили у финалу Истока     |
| 1970/71 | 44 : 40 | 2. у дивизији Исток | Другопласирани               |
| 1971/72 | 68 : 16 | 1. у дивизији Исток | Изгубили у полуфиналу Истока |
| 1972/73 | 56 : 28 | 2. у дивизији Исток | Изгубили у финалу АБА        |
| 1973/74 | 53 : 31 | 2. у дивизији Исток | Изгубили у финалу Истока     |
| 1974/75 | 58 : 26 | 1. у дивизији Исток | АБА шампиони                 |
| 1975/76 | 46 : 38 | 4. у АБА лиги       | Изгубили у полуфиналу        |

## Успеси
| Титуле                                          | Број | Година     |
| ----------------------------------------------- | ---- | ---------- |
| Шампион АБА Источне дивизије (регуларна сезона) | 2    | 1972, 1975 |
| Шампион АБА Источне дивизије (АБА финале)       | 2    | 1971, 1973 |
| АБА шампион                                     | 1    | 1975       |

## Кошаркашка Кућа славних
| Узабрани у Кућу славних из Кентаки колонелса | Узабрани у Кућу славних из Кентаки колонелса | Узабрани у Кућу славних из Кентаки колонелса | Узабрани у Кућу славних из Кентаки колонелса | Узабрани у Кућу славних из Кентаки колонелса |
| Играчи                                       | Играчи                                       | Играчи                                       | Играчи                                       | Играчи                                       |
| Бр.                                          | Име                                          | Позиција                                     | Сезоне                                       | Изабран                                      |
| -------------------------------------------- | -------------------------------------------- | -------------------------------------------- | -------------------------------------------- | -------------------------------------------- |
| 44                                           | Ден Ајсел                                    | Ц/К                                          | 1970–1975                                    | 1993                                         |
| 53                                           | Артис Гилмор                                 | Ц                                            | 1971–1976                                    | 2011                                         |
| 10                                           | Луи Дампијер                                 | П                                            | 1967–1976                                    | 2015                                         |
| Тренери                                      |                                              |                                              |                                              |                                              |
| Френк Ремзи 1                                | Френк Ремзи 1                                | Тренер                                       | 1970–1971                                    | 1982                                         |
| Хаби Браун 2                                 | Хаби Браун 2                                 | Тренер                                       | 1974–1976                                    | 2005                                         |

Белешке:
- 1 Уведен као играч. Никада није играо за тим.
- 2 Пријављен као сарадник.

## Нова АБА, нови Кентаки колонелси
Године 2004,  АБА 2000 је донео Луивилу нови тим са истим именом, Кентаки колонелси.